# Blake Govers
Blake Govers (* 6. Juli 1996 in Wollongong) ist ein australischer Hockeyspieler, der mit der australischen Hockeynationalmannschaft 2018 Weltmeisterschaftsdritter war, 2021 erhielt er die olympische Silbermedaille.

## Sportliche Karriere
Der Stürmer debütierte 2015 in der Nationalmannschaft. Er absolvierte bis 2024 167 Länderspiele.
Bei den Olympischen Spielen 2016 in Rio de Janeiro erreichten die Australier das Viertelfinale, unterlagen dort aber der niederländischen Mannschaft. Nach den Platzierungsspielen belegten die Australier den sechsten Platz. Im gleichen Jahr nahm Blake Govers auch an der Juniorenweltmeisterschaft teil, dort verloren die Australier das Spiel um den dritten Platz gegen die deutschen Junioren.
Ende 2018 fand im indischen Bhubaneswar die Weltmeisterschaft 2018 statt. Die australische Mannschaft unterlag den Niederländern im Halbfinale nach Penaltyschießen. Im Spiel um den dritten Platz bezwangen die Australier die englische Mannschaft mit 8:1. Blake Govers war mit sieben Toren zusammen mit dem Belgier Alexander Hendrickx Torschützenkönig der Weltmeisterschaft. Während Hendrickx alle Treffer aus Strafecken verwandelte, waren bei Govers auch drei Feldtore dabei. Bei den Olympischen Spielen in Tokio gewannen die Australier ihre Vorrundengruppe und entschieden im Viertelfinale das Penaltyschießen gegen die Niederländer für sich. Nach einem Halbfinalsieg über die deutsche Mannschaft unterlagen die Australier im Finale den Belgiern im Penaltyschießen.
2022 gewann Govers mit dem australischen Team bei den Commonwealth Games in Birmingham. Dabei erzielte er in jedem seiner sechs Spiele mindestens ein Tor. Bei der Weltmeisterschaft 2023 in Bhubaneswar gewannen die Australier im Viertelfinale gegen die spanische Mannschaft und verloren im Halbfinale gegen die Deutschen. Das Spiel um Bronze entschieden die Niederländer mit 3:1 für sich. Govers war in allen Spielen dabei. Bei den Olympischen Spielen 2024 in Paris schieden die Australier im Viertelfinale gegen die Niederländer aus. Govers wirkte in allen sechs Spielen mit und schoss sieben Tore.
Sein älterer Bruder Kieran Govers war 2012 Olympiadritter und 2014 Weltmeister.